# خوليو ماتوس
خوليو ماتوس (بالإسبانية: Julio Mattos)‏ هو لاعب كرة قدم أرجنتيني في مركز الدفاع، ولد في 30 مارس 1940 في بوينس آيرس في الأرجنتين. لعب مع أرجنتينوس جونيورز وتيغري ولوس أنديس ونادي إيميلك.

## وصلات خارجية
- خوليو ماتوس على موقع أوليمبيديا (الإنجليزية)